# Giancarlo Giannini
Giancarlo Giannini, född 1 augusti 1942 i La Spezia, Italien, är en världskänd Oscarsnominerad italiensk skådespelare, regissör och dubbare. Han är sedd i många amerikanska filmer. Mest känd är Giannini i rollen som René Mathis i Bondfilmerna Casino Royale (2006) och Quantum of Solace (2008). Han är far till Adriano Giannini.
Han är särskilt känd för att tala så många språk och varierade dialekter i både engelska, spanska och italienska filmer. Han är bland annat Italiens officiella dubbningsröst för Al Pacino.

## Filmografi (i urval)
- 1967 – Arabella
- 1969 – Santa Vittorias hemlighet
- 1970 – Kärleksflugan
- 1974 – Murri-skandalen
- 1975 – Mannen som köpte sitt liv
- 2023 – Book Club: The Next Chapter